# Björn Johansson Boklund
Björn Gunnar Johansson Boklund, född 10 april 1980, är en svensk skådespelare.

## Biografi
Johansson Boklund är utbildad vid Teaterhögskolan i Malmö och var med i Regionteaterns uppsättningar De knutna händerna och Älgaslag. Hösten 2006 medverkade han i Rotvälta. Han är även verksam som jonglör.
Han medverkade som programledare i SVT:s barnprogram Sommarlov 05.

## Filmografi[4]
- 2002 – Kjelles hjältar
- 2005 – Dödssyndaren
- 2008 – Vargdansen
- 2015 – Drottning Kristina – den vilda drottningen

## Teater

### Roller
| År   | Roll            | Produktion                                                               | Regi           | Teater                           |
| ---- | --------------- | ------------------------------------------------------------------------ | -------------- | -------------------------------- |
| 2006 |                 | Rotvälta Robert Jelinek                                                  | Robert Jelinek | Regionteatern Blekinge Kronoberg |
| 2008 | Elefantmästaren | Fyrverkerimakarens dotter (The Firework-Maker's Daughter) Philip Pullman | Anette Norberg | Helsingborgs stadsteater         |